# Çeng
El çeng, es un arpa turca que fue un instrumento otomano muy popular hasta el último cuarto del siglo XVII.
Se cree que el antepasado del arpa otomana es un instrumento visto en las antiguas tabletas asirias, mientras que un instrumento similar también aparece en dibujos egipcios.
El çeng pertenece a la familia de instrumentos conocidos en organología como «arpas abiertas», que se dividen en «arpas de proa» y «arpas cuadradas». El çeng está en el último grupo.

## Historia
De las arpas cuadradas utilizadas durante 2.500 años no solo en Medio Oriente sino también en Asia Central y el Lejano Oriente, el çeng otomano fue el último en caer en desuso.

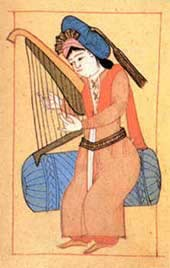
Dibujo de una persona tocando un çeng otomano.

El antecesor del çeng otomano, que en la poesía otomana era una metáfora para un enamorado doblado en agonía por la crueldad de un amante, era el çeng iraní. Pero en Estambul, el instrumento adquirió ciertas características. Escritores como Safiyüddin Urmevî (¿? - 1294) y Abd al-Qadir Maraghi (1350 - 1435) dejaron información detallada sobre el çeng. El manuscrito persa, Kenzü't-Tuhaf, escrito en el siglo XIV, ofrece gran cantidad de información sobre el çeng. Pero la obra poética del poeta del siglo XV Ahmed-i Dâî titulada Çengname colocó al çeng en un lugar privilegiado entre los otros instrumentos otomanos. Esto se debió a que nunca se había escrito tal tipo de trabajo, ni poética ni prosaicamente, sobre ningún otro instrumento otomano. Además en las «pinturas de mercado», realizadas por pintores populares fuera del palacio para viajeros europeos, de las cuales la gran mayoría están hoy en día en museos europeos, hay muchas miniaturas que muestran al çeng junto con otros instrumentos, en álbumes como el Sehinsahname, el Süleymanname, el álbum de Ahmed I y el Surnâme-i Hümâyûn. Un examen cuidadoso de estos indica que:
- El çeng fue utilizado tanto por hombres como por mujeres.
- Las miniaturas que representan el çeng lo muestran acompañando charlas de poetas y hombres eruditos, no en el escenario.
- Aunque es difícil hablar de un tamaño estándar del çeng, es claro que había dos tamaños. El primero, el "kucak çengi" (çeng de falda) era pequeño y se usaba en interiores con el músico sentado. El segundo fue el "açık hava çengi", que era bastante grande y se usaba de pie. El kucak çengi se tocaba con el tablero en la rodilla izquierda del músico; el açık hava çengi descansaba sobre un pie largo que iba entre las piernas del músico y estaba atado a la cintura por un cinturón sujeto a la parte inferior de su cuerpo (es decir, el resonador).
- El resonador de çeng se construyó de dos maneras, curvo o recto. Mientras que el resonador curvo se encuentra en miniaturas iraníes, árabes, uygures, hasta japonesas, el resonador recto aparece solo en las miniaturas otomanas.

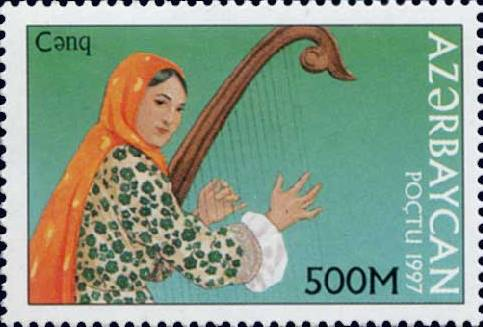
Estampilla azerbaiyana con una imagen de una mujer tocando un çeng.

Posiblemente, cuando los otomanos adoptaron el çeng que venía de Persia, otra arpa cerrada descendiente del arpa fenicia estaba en uso en el período bizantino. Después de que el çeng otomano derivado de Persia fue abandonado, el arpa triangular mencionada anteriormente se usó en Estambul, especialmente en algunas casas en el distrito de Perambul. El hecho de que en miniaturas este instrumento, que podemos afirmar que nunca se tocó en el palacio, se muestra en manos de mujeres con atuendo de palacio, se explica ya que los pintores del mercado no eran artistas del palacio, y por ello no estaban muy familiarizados con la vida del palacio. Por esta razón, los elementos de la vida del palacio se mezclaron con los de la vida en el exterior.

## Changi

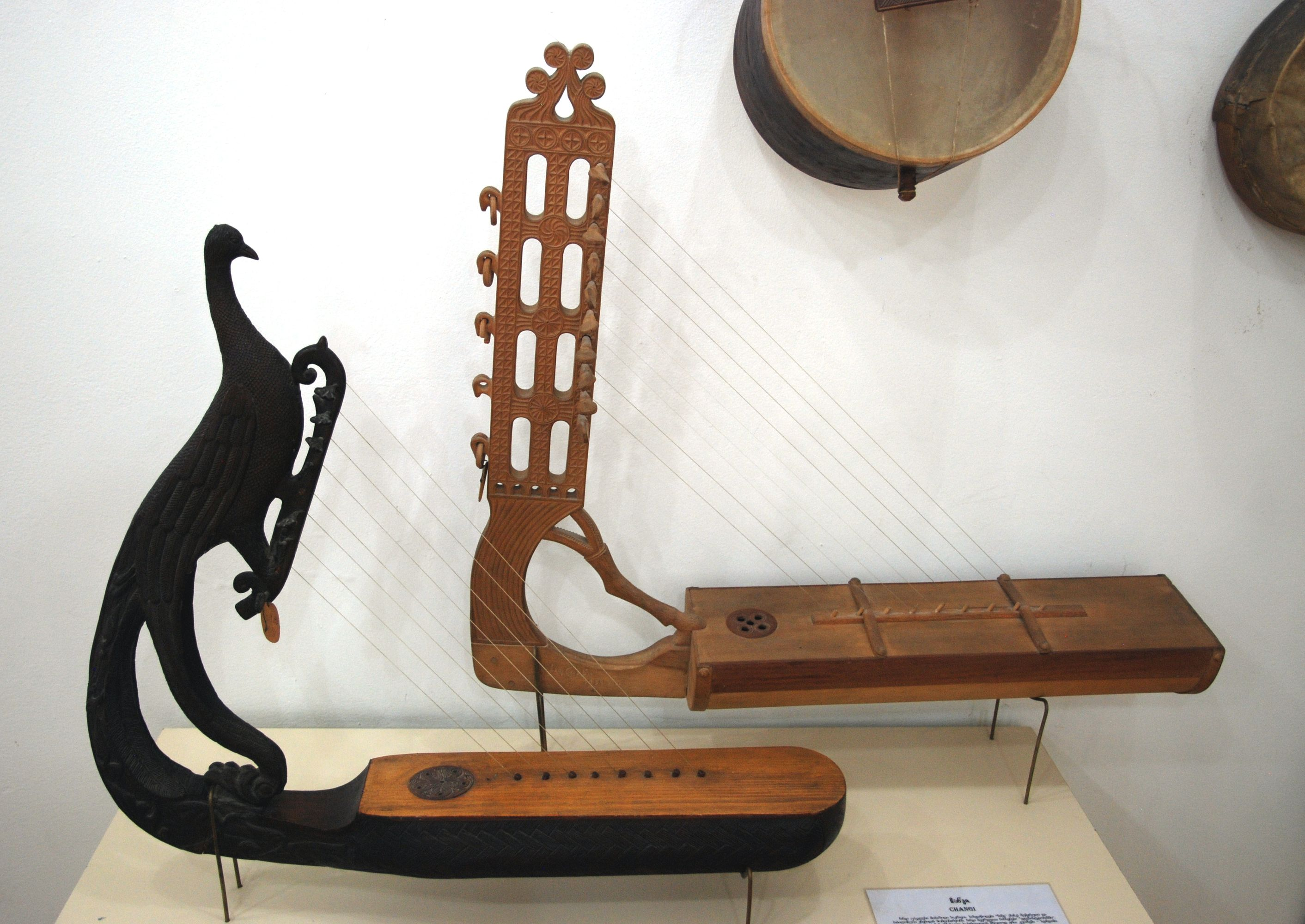
Changi

El changi es un instrumento tradicional georgiano que se conserva solo en una región de Georgia: el Svaneti (parte montañosa del Svanetian Changi occidental). El changi, consta de dos partes principales: el cuerpo y los elementos complementarios, que están constituidos por teclas y sintonizadores. El cuerpo consta de partes horizontales y verticales, la parte horizontal es el resonador y es un  tronco largo y hueco y tiene la forma de un semicilindro. Al mismo esta adosada una placa de unos 4 mm con una pequeña curvatura en el medio. La placa tiene seis muescas para clavijas para sujetar las cuerdas, las cuales se sujetan a la misma distancia a los lados del resonador. La parte vertical es recta y plana. Tiene agujeros para los sintonizadores. El extremo de la parte vertical se inserta en la parte horizontal formando un ángulo recto. En ambas partes se clavan pequeños tarugos de madera paralelos a las cuerdas. El changi está fabricado  principalmente de madera blanda, el material más usado es el abeto, pero a veces se utiliza pino. Loschangi tiene 6 o 7 cuerdas. La afinación de un changi de seis cuerdas es "fa", "sol", "la", "si", "do", "re". El changi de siete cuerdas tiene la misma afinación pero su escala comienza con "mi". 
Es tocado principalmente por mujeres y generalmente se usa como acompañamiento. Las canciones solistas a menudo se acompañan con él. Pero las melodías realizadas en este instrumento representan la transcripción de melodías de Savakhulo (un baile) svanetiano, no la música instrumental original. Solo se usa un changi para acompañar las melodías en solitario. Sin embargo, era muy usual combinar chuniri y changi en un mismo conjunto. El changi es bastante popular en Svaneti. Se consideraba el instrumento del "dolor". Según la leyenda, a menudo se tocaba para consolar a quien ha perdido un ser querido. Hay una leyenda relacionada con el changi que nos cuenta la historia de un anciano cuyo hijo muere en la guerra y expresa su dolor en la triste melodía de su changi.
En lengua svanetiana el changi también es llamado changi “Shimekvshe,” que significa brazo partido. El changi svanetiano es considerado uno de los instrumentos musicales de cuerdas más antiguos. Existe desde el siglo IV a. C.. Es de destacar que una de las naciones más antiguas, los sumerios, que vivieron en el oeste de Asia y que se cree estuvieron muy relacionados con los ancestros de los georgianos, tenían un instrumento muy similar al arpa svanetiana. Algunos suponen que el changi, puede haberse originado a partir de un arco. Dado que esta arma no fue la invención de ningún pueblo en particular, por lo que es posible que el changi haya sido inventado en forma independiente en diferentes naciones. Instrumentos similares al changi existieron en muchas zonas del antiguo oriente como Egipto, Shumereti, Babilonia, Irán, China, Grecia.

## Ayumma
La ayumma es un arpa triangular de Abjasia similar al changi georgiano, con 14 cuerdas de crin. Antiguamente era un instrumento en el que los cantantes tocaban sus propios acompañamientos.